# Supertaça de São Tomé e Príncipe de 2016
A Supertaça Nacional António Aguiar ou Supertaça de São Tomé e Príncipe de 2016 foi a 11ª edição da Supertaça de São Tomé e Príncipe. Foi organizada pela Federação Santomense de Futebol que, neste ano, entregou um prêmio de 75.000 dobras para o vencedor.
O encontro teve lugar em abril de 2017 no Estádio Nacional 12 de Julho, localizado em São Tomé, capital do país. Opôs o vencedor de Campeonato Santomense de 2016, o Sporting Praia Cruz, ao venceador de Taça de São Tomé e Príncipe, o UDRA.

## Ficha de jogo
| 16 de abril de 2017 | Sporting Praia Cruz        | 2 – 0         | UDRA | Estádio Nacional 12 de Julho São Tomé (ilha de São Tomé) |
|                     | Sabino 28', Kilson 73' pen | Ficha de Jogo |      |                                                          |

| Sporting Praia Cruz: |  |          |  |
|                      |  |          |  |
| G                    |  | Nilson   |  |
| G                    |  | Primo    |  |
| A                    |  | Zé       |  |
| D                    |  | Ivonaldo |  |
| M                    |  | Gilson   |  |
| M                    |  | Jair     |  |
| M                    |  | Jocy     |  |
|                      |  | Agapito  |  |
|                      |  | Jujú     |  |
|                      |  | Sabino   |  |
| Treinador:           |  |          |  |
|                      |  |          |  |

| UDRA:      |  |               |  |
| M          |  | Orlando Gando |  |
| M          |  | Iniesta       |  |
| D          |  | Tavarinho     |  |
|            |  | Vado Naite    |  |
| M          |  | Vando         |  |
| Treinador: |  |               |  |
|            |  |               |  |

| Sporting Praia Cruz | Cores do Time UDRA |

## Vencedor
| Supertaça de São Tomé e Príncipe |
| -------------------------------- |
| Sporting Praia Cruz 5º Título    |